# شب قهرمانان (۲۰۲۳)
شب قهرمانان یا نایت آف چمپیونز (به انگلیسی : Night of Champions) یک رویداد غیر رایگان (Pay-Per-View) در کشتی حرفه‌ای است که توسط کمپانی دبلیودبلیوئی و برای هر دو برند راو و اسمک‌داون تهیه می‌شود و این دوره‌اش هم در ۲۷ مه ۲۰۲۳ در مجموعه ورزشی جده سوپر دوم در شهر جده در کشور عربستان برگزار شد. این دهمین رویداد با نام شب قهرمانان بود. این اولین رویداد شب قهرمانان پس از رویداد سال ۲۰۱۵ می باشد.
در مسابقه اصلی این رویداد سمی زین و کوین اونز با خیانت جیمی اوسو به رومن رینز برای کمربندان تگ تیم در مقابل رومن رینز و سولوسیکوا به برتری رسیدند. در مسابقه بر سر کمربند سنگین وزن جهان ست رالینز در مقابل ای جی استایلز به برتری رسید تا اولین قهرمان کمربند سنگین وزن جدید شود. در مسابقه برسر کمربند اینترکانتیننتال گانتر در مقابل مصطفی علی به برتری رسید تا کمربند را نزد خود نگه دارد. در مسابقه بر سر کمربند زنان راو اسکا توانست بیانکا بلر را شکست دهد و قهرمان جدید آن شود. در مسابقه بر سر کمربند زنان اسمکدان ریا ریپلی در مقابل ناتالیا پیروز شد و کمربند را نزد خود نگه داشت. در مسابقات معمولی تریش استراتوس،بکی لینچ را شکست داد در مسابقه ریمچ براک و کودی ، براک انتقام شکست خوردن خود را در بکلش گرفت و پیروز در مقابل کودی رودز شد. 

## زمینه‌سازی
شب قهرمانان شامل مسابقاتی بین دشمنی‌های موجود، ماجراهای پیش آمده و استوری‌هایی خواهد بود که پیش از این در برنامه‌های را و اسمَک‌دَون پخش شده بود. کشتی‌گیرها با توجه به مسابقات یا سری اتفاقاتی که برایشان رخ می‌دهد و تنش را به حداکثر می‌رساند، نقش منفی یا قهرمان به خود می‌گیرند و در این رویداد به مسابقه و رقابت می‌پردازند.

### ای جی استایلز و ست رالینز
در یکی از شو های راو تریپل اچ کمربند سنگین وزن جهان را معرفی کرد و گفت برای بدست اوردن این کمربند تورنمنتی برگزار میشود و همچنین گفت اگر رومن رینز(قهرمان کمربند دبلیودبلبوای و یونیورسال)به راو یا اسمکدان درفت شود کمربند در شویی می باشد که رومن رینز در آن درفت نشده و رومن رینز به اسکداون درفت شد و کمربند در راو قرار گرفت اما در یکی از شو های اسمکدان تریپل اچ گفت که سوپرستارهای اسمکداون هم میتوانند در تورمنت قرار بگیرند درراند اول در شو راو فین بلر توانست کودی و میز را شکست دهد در راند دوم ست رالینز توانست ببرد و در فینال راو ست و فین بلر با هم مسابقه دادند که ست برنده ان شد در شو اسکمداون در راند اول ای جی استایلز توانست ادج و ری مستریو را شکست دهد و درراند دوم بابی لشلی توانست استین و شیمس را شکست دهد و در فینال اسمکداون ای جی با شکست دادن لشلی قرار شد در مقابل ست فریکن رالینز در نایت اف چمپیونر سر کمربند سنگین وزن جدید مچ دهند.

### رومن رینز و سولو سیکو در مقابل سمی زین و کوین اونز
در رسلمینیا ۳۹ سمی و کوین در مسابقه ای زیبا در مقابل تگ تیم اوسو به برتری رسیدند تا کمربندان تگ تیم را از بلادلاین بگیرند در بکلش اوسو و سولو توانستند سمی و کوین و ریدل را شکست دهند ولی در اسمکداون درفت در ریمچ اوسو در مقابل سمی و کوین،اوسو تن به شکست دادند در اسمکداون ۱۲ می رومن رینز بازگشت و به اوسو گفت که در رسلمینیا کمربندان را از دست دادید و درریمچ هم شکست خوردید و در چمان من نگاه میکنید بگید ببخشید که جی از طرف جیمی معزرت گفت و از رومن خوایت که به او فرصت دیگری بدهد اما رومن گفت که می خواهد با سولو در نایت اف چمپیونز در برابر سمی و کوین بر سر کمربندان تگ تیم مبارزه کند.

### گانتر و مصطفی علی
در یکی از شو های راو مصطفی علی دولف زیگلر را برای نامبروان کمربند اینترکانتینلتال شکست داد تا در مقابل گانتر در نایت اف چمپیونز بر سر کمربند بین قاره ای مسابقه دهد.

### کودی روز و براک لزنر
در شو راو بعد از رسلمینیا رومن و سولو در برابر کودی و لزنر قرار گرفتند ولی لزنر کودی را قبل از مسابقه انقدر مورد ضرب و شتم قرار داد که کودی چند بخیه خورد در شو راو درفت این دو با هم درگیری پیدا کردند و مسابقه ی انها در بکلش ثبت شد و کودی در بکلش براک را شکست داد در راند اول کمربند سنگین وزن راو کودی در یک قدمی برد بود که براک دخالت کرد و به او اف فایو زد و باعث باخت او شد ودر شو راو قبل نایت اف چمپیونز این در بک استیج و در رینگ درگیری شدیدی داشتند و مسابقه ان ها در نایت اف چمپیونز به ثبت رسید.

## نتایج
| #                                                     | مسابقه                                                                                          | نوع مسابقه                                                              | مدت زمان |
| ----------------------------------------------------- | ----------------------------------------------------------------------------------------------- | ----------------------------------------------------------------------- | -------- |
| ۱                                                     | ست رولینز پیروز در مقابل ای جی استایلز                                                          | فینال تورنومنت برای تعیین قهرمان کمربند سنگین وزن جهان دبلیودبلیوئی     | ۲۰:۴۰    |
| ۲                                                     | تریش استراتوس پیروز در مقابل بکی لینچ                                                           | مسابقه تک نفره                                                          | ۱۴:۵۰    |
| ۳                                                     | گانتر (c) پیروز در مقابل مصطفی علی                                                              | مسابقه تک نفره برای قهرمانی کمربند بین قاره ای دبلیودبلیوئی             | ۸:۳۵     |
| ۴                                                     | آسکا پیروز در مقابل بیانکا بلر (c)                                                              | مسابقه تک نفره برای قهرمانی کمربند زنان راو دبلیودبلیوئی                | ۱۵:۰۰    |
| ۵                                                     | ریا ریپلی (c) پیروز در مقابل ناتالیا                                                            | مسابقه تک نفره برای قهرمانی ‌کمربند زنان اسمکدان دبلیودبلیوئی‌            | ۱:۱۰     |
| ۶                                                     | براک لزنر پیروز در مقابل کودی رودز                                                              | مسابقه تک نفره                                                          | ۹:۴۰     |
| ۷                                                     | کوین اونز و سمی زین (c) پیروز در مقابل بلادلاین (رومن رینز و سولو سیکوا) ( با همراهی پاول هیمن) | مسابقه تگ تیم برای قهرمانی کمربند های تگ تیم راو و اسمکدان دبلیودبلیوئی | ۲۶:۲۵    |
| - (c) – نشان‌دهنده قهرمان(هایی) است که به میدان می‌روند |                                                                                                 |                                                                         |          |